# SV Upen
Der SV Upen 1930 e. V. ist ein deutscher Fußballverein mit Sitz im Stadtteil Upen der niedersächsischen Gemeinde Liebenburg im Landkreis Goslar.

## Geschichte der Frauen-Abteilung
Zur Saison 1998/99 stieg die erste Frauen-Mannschaft in die zu dieser Zeit zweitklassige Regionalliga Nord auf. Mit 25 Punkten platzierte man sich am Ende der Spielzeit auf dem siebten Platz, nach der Folgesaison holte man jedoch nur insgesamt 9 Punkte, was den Wiederabstieg in die Verbandsliga, über den letzten Platz, bedeutete.
In der Spielzeit 2001/02 spielt die Mannschaft dann in der Landesliga Braunschweig und erreichte dort mit 49 Punkten die Meisterschaft, damit stieg die Mannschaft schließlich wieder in die Niedersachsenliga auf. Nach ein paar Spielzeiten auf den vorderen Positionen gelang hier dann schlussendlich nach dem Ende der Saison 2005/06 mit 48 Punkten der erste Platz, jedoch stieg die Mannschaft daran anschließend nicht auf. Zur Saison 2008/09 wurde aus der Liga dann die Oberliga Niedersachsen. In den weiteren Jahren konnte zwar keine Top-Position mehr erreicht werden, jedoch hielt man sich zumeist im Mittelfeld auf. Daran überhaupt nicht anschließend kam dann das Ende der Spielzeit 2011/12, nach der die Mannschaft mit 16 Punkten nach vielen Jahren wieder absteigen musste. In der Landesliga-Saison der drauf folgenden Spielzeit gelang mit 53 Punkten aber sofort wieder die Meisterschaft, die Mannschaft stieg aber ein weiteres Mal nicht auf. Nach einigen Saisons im unteren Tabellenfeld, konnte das Team in der Spielzeit 2015/16 nur einen einzigen Punkt erreichen und stieg mit 106 Gegentoren erneut ab.
In der unteren Bezirksliga gelang dann in der Folgesaison mit 28 Punkten eine Platzierung im Mittelfeld. Die letzte Saison war dann die Spielzeit 2017/18 in der man mit 21 Punkten auf dem elften Platz abschloss. Danach wurde die Mannschaft aus der Liga genommen und in einer 7er-Liga auf Basis der 1. Kreisklasse Nordharz neu begonnen. Zur nächsten Spielzeit wurde dann daraus aber nur noch eine 5er-Mannschaft, wobei man aber in der Liga verblieb. Dort spielt die Mannschaft auch noch bis heute.